# Eugenio Lucas Velázquez

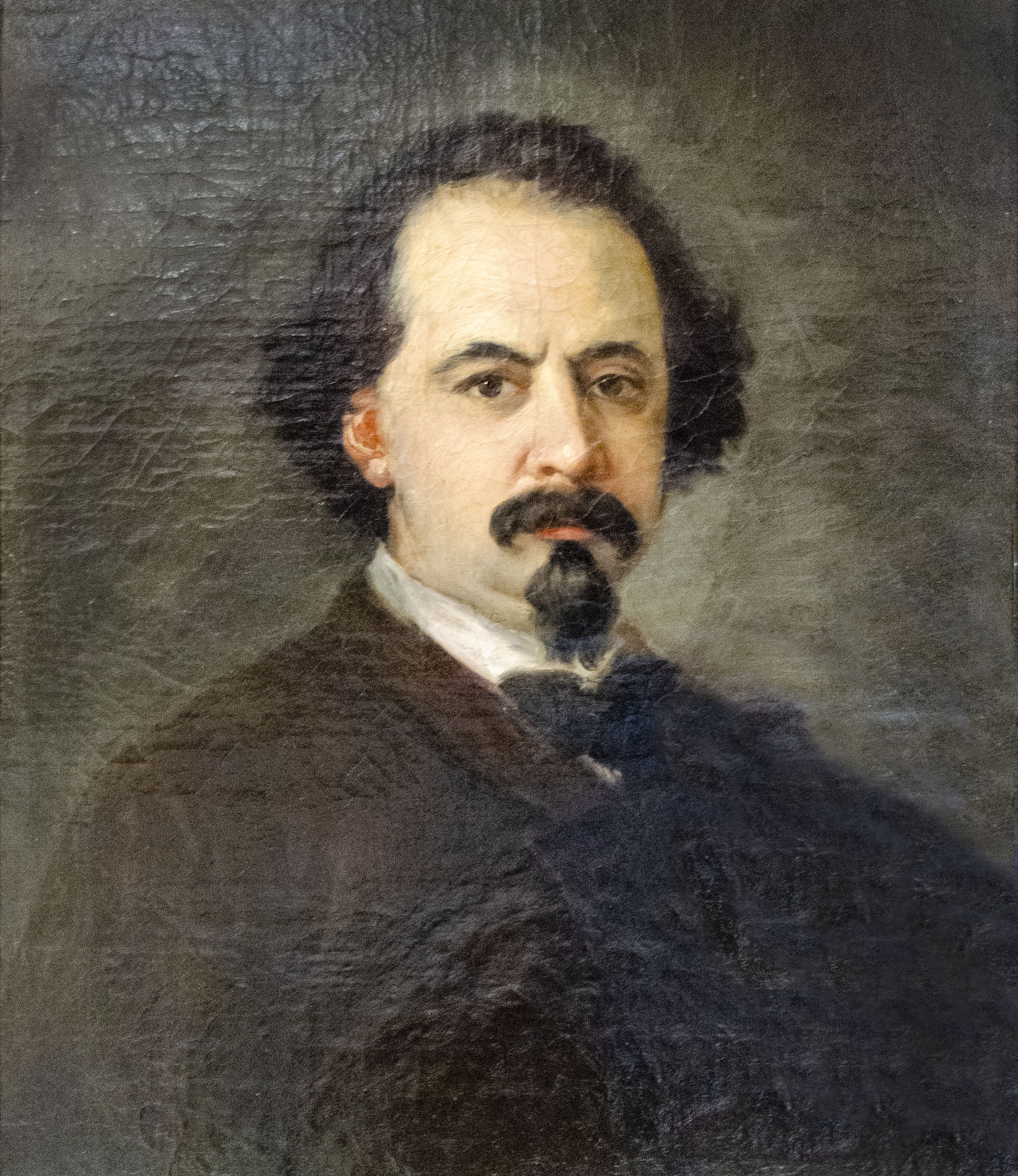
Selbstporträt um 1860

Eugenio Lucas Velázquez auch: Eugenio Lucas y Padilla oder Eugenio de Lucas; (* 9. Februar 1817 in Madrid; † 11. September 1870 ebenda) war ein spanischer Maler von Kriegsszenen, Figuren und Freskomaler der Spätromantik.

## Leben
Lucas war ein Sohn von Julián de Lucas und dessen Frau Juana Velázquez. Er besuchte die Akademie in Madrid, wo er ein Schüler der Maler Vicente Camarón (1803–1864), José de Madrazo und Rafael Tejeo (1798–4865) war. Im Jahr 1841 nahm er am jährlichen Wettbewerb der Akademie teil und 1855 mit dem Bild Revolución de julio de 1854 en la Puerta del Sol (Revolution vom Juli 1854 an der Puerta del Sol) auch an der Weltausstellung in Paris. Er war für seine Imitationen spanischer Meister bekannt, insbesondere kopierte er die Werke von Diego Velázquez und Francisco de Goya oder erstellte ähnliche eigene Schöpfungen. Dabei fertigte er keine bewussten Fälschungen an, sondern beabsichtigte eher freie Nachschöpfungen zu erstellen.
Der Kunstsammler José Lázaro y Galdiano gab an, dass Lucas

«se estableció como en casa propia en el Museo del Prado, copiando durante varios años a Velázquez y Goya»

„sich im Museuo del Prado wie zu Hause fühlte und mehrere Jahre lang Velázquez und Goya kopierte“

Er schuf lebendig-dramatische Komposition. Am meisten wurde er von Goya inspiriert in den Stierkampf-, Revolutions-, Inquisitions- und ähnlichen Schilderungen. In den Landschaften gibt es eine Anlehnung an den Hofmaler Genaro (Jenaro) Pérez de la Villaamil (3. Februar 1807–5. Juni 1854). Seine ältesten datierten Werke scheinen aus dem Jahr 1838 zu stammen. Im Jahr 1850 erhielt er den Auftrag, die Decke des Teatro Real zu dekorieren. Es waren Medaillons und Allegorien des Tanzes, der Muse, der Poesie und der Musik. Diese Werke wurden sieben Jahre später durch einen Brand zerstört. In den folgenden Jahren erhielt er weitere Aufträge, so unter anderem für die Dekoration der Paläste des Grafen von Salamanca in Arenas de San Pedro, des Ángel de las Pozas Cabarga und des José Canalejas y Casas in Madrid. Er hatte eine kritische Position gegenüber der der Regierung von Königin Isabella II., er hatte sich 1843 der Nationalmiliz angeschlossen und fertigte mehrere Werke, in denen er dies zum Ausdruck brachte.
Eugenio Lucas wurde mit identischen Lebensdaten auch als „der Ältere“ (d. Ä.) oder „der Jüngere“ (d. J.) bezeichnet und galt als der „bedeutendste Goya–Imitator“. Er fertigte seine Imitationen teilweise so geschickt, dass einige seiner Werke von öffentlichen Kunstsammlungen „als eigenhändige Schöpfungen Goyas“ erworben wurden.

## Familie
In einer Urkunde vom 6. Dezember 1844 über Vermählung mit einer Martina Hernández Muñoz gab Lucas Velázquez an von Beruf Tischler zu sein und die Malerei als Hobby zu betreiben. Er trennte sich 1853 von ihr und lebte seit 1854 mit Francisca Villaamil zusammen, die er später heiratete. Sie war eine Tochter des Malers Jenaro Pérez Villaamil. Das Paar hatte vier Kinder.
- Sein zweiter Sohn Eugenio Lucas y Villaamil[6] (* 15. Januar 1858) war Maler, er ahmte seinen Vater und Goya nach. Er signierte seine Werke oftmals mit E. Pérez Villaamil[7]

Lucas Velázquez hatte als Maler ein gutes Auskommen, doch gab sein Vermögen mit vollen Händen aus und starb zuletzt ohne Kunden mittellos. Er wurde in der Iglesia Sacramental de San Martín beigesetzt.

## Auszeichnungen (Auswahl)
- Ernennung zum Ehrenkammermaler und am 12. Juli 1853 zum Ritter des Ordens von Karl III. spanisch pintor honorario de cámara y caballero de la orden de Carlos III. durch Königin Isabella II.[1]

## Werke (Auswahl)

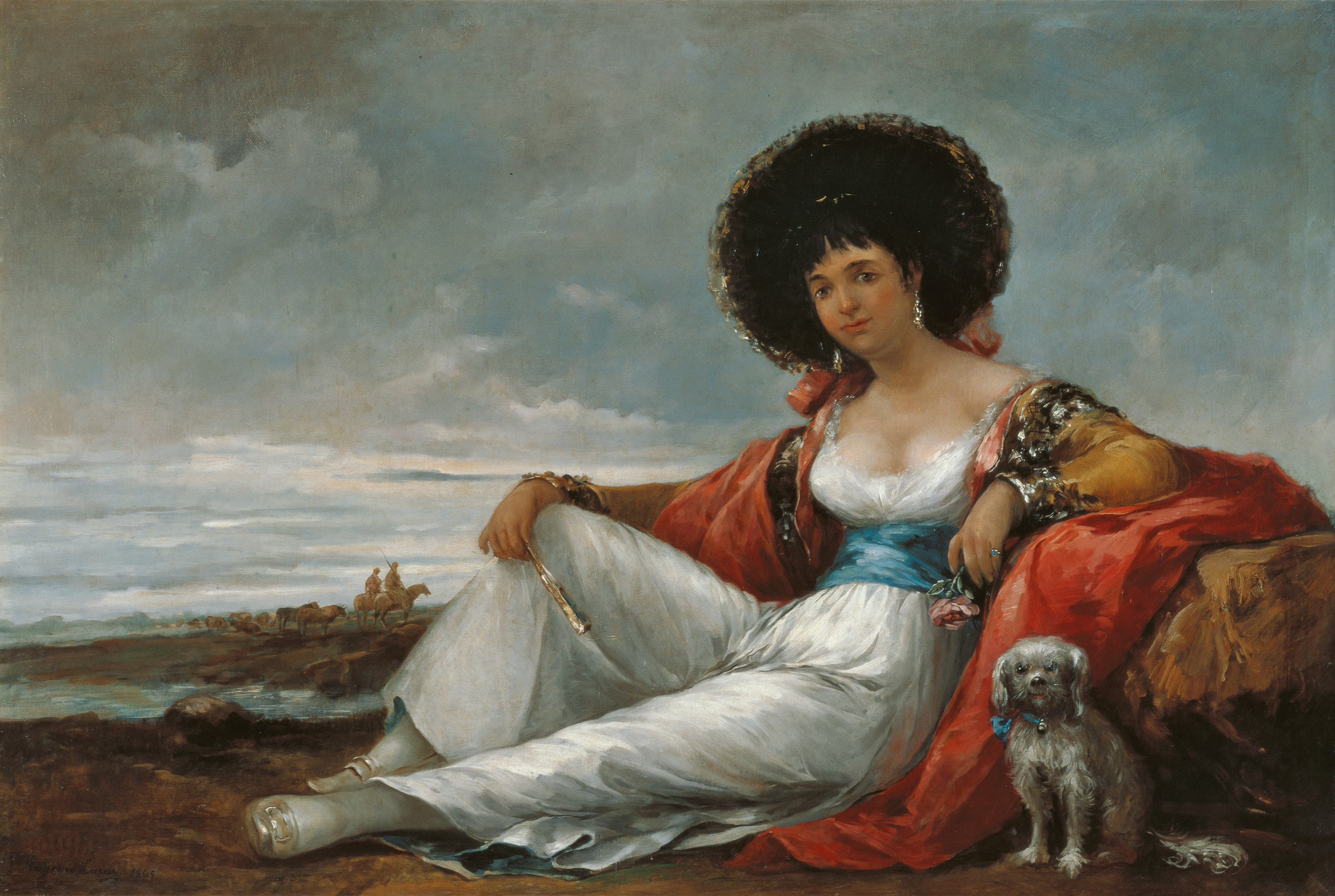
Maja mit Schoßhündchen

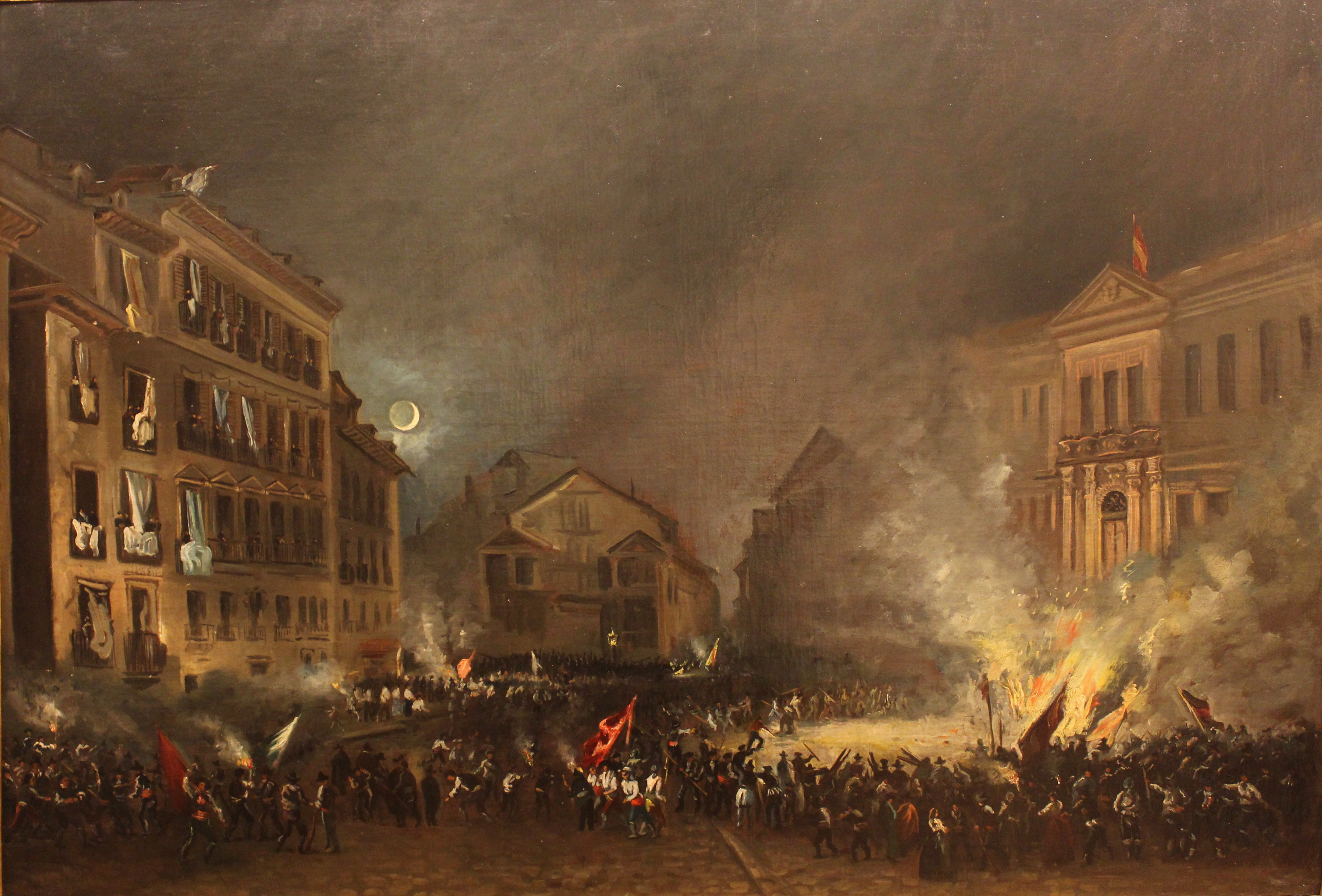
Revolution vom Juli 1854 an der Puerts del Sol

- Infantin mit der Zwergin Imitation nach Diego Velázquez Bildnis Las Meninas[8]
- Der Stierkämpfer Montes
- Eine Hochzeit
- Stiergefecht (Aquarell)
- Die Schmuggler
- Die Verteidigung von Saragossa
- 1847: zwei Landschaften für die Akademieausstellung in Madrid
- 1848: Porträt des Leandro Álvarez Torrijos (verschollen)
- 1849: Porträt des Malers Genaro Pérez Villaamil
- 1852: El Trono y la Iglesia sobre cadáveres (Der Thron und die Kirche über Kadavern)
- 1852: Alegoría del atentado del Cura Merino (Allegorie des Angriffs von Cura Merino)
- um 1853: Porträt des Pedro de Valdivia
- 1854: Alegoría del mal gobierno (Allegorie der schlechten Regierung)